# 波吉斯瓦夫一世
波吉斯瓦夫一世（Bogusław I，？年—1187年）是第二任波美拉尼亞公爵，瓦季斯瓦夫一世的長子。1156年至1187年在位。

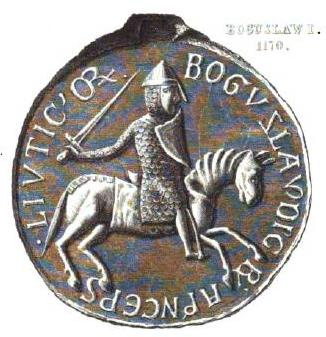
波吉斯瓦夫一世的印璽

波吉斯瓦夫一世娶大波蘭公爵梅什科三世的女兒安娜斯塔齊雅，有兩個兒子，波吉斯瓦夫二世以及卡齊米日二世。